# Espectre eixamplat

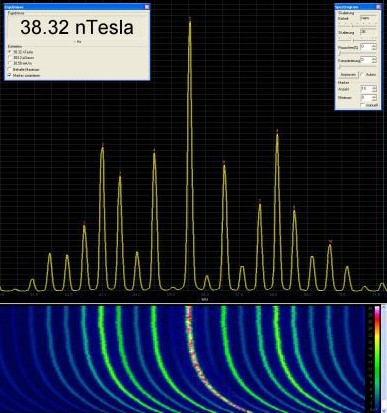
Diagrama d'un espectre eixamplat modern

L'espectre eixamplat (en anglès: spread-spectrum o SS) és una tècnica de modulació emprada en telecomunicacions per a transmetre dades digitals per radiofreqüència.
El fonament bàsic és l'"eixamplament" del senyal que s'ha de transmetre al llarg d'una banda molt ampla de freqüències, de fet molt més ampla que l'amplada de banda mínima requerida per a transmetre informació. El senyal d'espectre eixamplat, una vegada eixamplat, pot coexistir amb senyals de banda estreta.
En aquest mètode un senyal (per exemple un senyal elèctric, electromagnètic o acústic) generat per a una particular amplada de banda deliberadament s'estén en el domini de freqüència. El resultat és un senyal amb una amplada de banda més àmplia. Aquestes tècniques es fan servir per a una gran varietat de motivacions, incloent-hi establir comunicacions segures, incrementar la resistència a les interferències naturals i sorolls elèctrics per a evitar la detecció i limitar la densitat de flux espectral (per exemple en els satèl·lits).

## Història
Aquestes tècniques es coneixen des de la dècada de 1940 i s'han fet servir en comunicacions militars des de la dècada de 1950. L'enginyer Leonard Danilewicz va propiciar una patent d'un primer sistema a la dècada de 1930, que va originar el sistema militar de comunicacions secretes dels Estats Units (US Army Signal Corps), anomenat SIGSALY.
L'actriu de cinema d'origen jueu Hedy Lamarr i el compositor d'avantguarda George Antheil van desenvolupar i patentar el seu Secret Communication System per a utilitzar en els torpedes guiats per ràdio sota la patent US Patent 2,292,387, que va ser aprovada l'11 d'agost de 1942. En el seu sistema la freqüència de coordinació es feia amb paers de pianola, però aquesta innovació mai va ser posada en pràctica.